# Ледяной остров (роман)
Ледяной остров — научно-фантастический роман Алексея Кудашева. Структурно состоит из пролога и двух частей — «Разведчики „чёрного золота“» и «Город в море».

## Сюжет
С помощью специальных атомных установок, которые создают искусственный лёд, советский инженер намораживает на дне океана ледяные блоки, которые складываются в целый остров с помощью многослойной арматуры, которая обеспечивает гибкость и прочность соединения между блоками.

## Издания
В 1955 году роман был опубликован в виде книги московским издательством «Молодая гвардия» (320 страниц, художник И. Бруни, тираж 90 тысяч экземпляров). В 1959 году роман был издан Новосибирским книжным издательством (308 страниц, художник В. Чебанов, тираж 75 тысяч экземпляров).